# Alsat-1N
Alsat-1N (oder AlSat-Nano) ist ein algerischer CubeSat, der gemeinsam von der Algerischen Raumfahrtbehörde ASAL und der UK Space Agency für eine schnelle und kostengünstige Demonstration neuer und innovativer Raumfahrttechnologien entwickelt wurde.

## Geschichte
Alsat-1N wurde im Rahmen eines Bildungsprogramms entworfen, gebaut und gestartet. Es ist ein Projekt algerischer Studenten. Die britische Raumfahrtagentur finanzierte das Projekt, um die Plattformhardware und -software zu entwerfen und zu bauen. Die ASAL führte die endgültige Montage und Prüfung, den Start und den Betrieb mit fachkundiger Anleitung durch. Als Teil der Mission wurde eine Einheit der AlSat-Nano-Plattform zur Verfügung gestellt, um selbstfinanzierte Nutzlasten aus der britischen CubeSat-Community als freie Flugmöglichkeit zu veranstalten.

## Ausstattung
Die Forschungsinstrumente der Mission sind:
- Der AstroTube (auf Deutsch etwa „Weltraumschlauch“) ist ein Test der weltweit am längsten zurückziehbaren CubeSat-kompatiblen Schlauch, der bis zu 2 m Länge aus einem Volumen der Größe eines Zigarettenpakets einsetzen kann. Diese Technologie könnte auch die Grundlage für Entbindungssysteme für zukünftige Missionen bilden. Die Nutzlast trägt auch ein Magnetometer, eines der kompaktesten seiner Klasse, um Messungen des Erdmagnetfeldes durchzuführen. Auch auf der Nutzlast werden RadFET Strahlungsmonitore und Testmarken eines revolutionären flexiblen Solarzellenmaterials sein. Die Nutzlast wurde von Oxford Space Systems Ltd, zusammen mit Partnern wie RAL Space und Bartington Instruments Ltd. gebaut.
- Die C3D2 ist eine hochgradig anpassbare CubeSat-Kamera mit drei Sichtfeldern und innovativen On-Board-Software-Verarbeitungsfunktionen. Die Nutzlast wird auch ein Fernversuch des Open-Science-Laboratory sein. Die Entwicklung wird vom Open-University-Center für Elektronische Bilder übernommen. Die Sensor-Hardware wird von den Firmen e2v Ltd und XCAM Electronics Ltd entwickelt.
- Eine Dünnschicht-Solarzelle – dies ist eine neuartige und potenziell stufenweise wechselnde Solarzellenstruktur, die direkt auf Deckglas nur 1/10 Millimeter dick abgeschieden wird. Effekte aus der Weltraumumgebung werden gemessen, mit dem Ziel, den beteiligten Organisationen einen Weg zur Produktentwicklung und kommerziellen Ausnutzung dieser Technologie zu ermöglichen. Dieses Projekt wird vom Glyndwr Universitätszentrum für Solarenergieforschung mit Beiträgen der Universität Surrey, Qioptiq Ltd und Surrey Satellite Technology Ltd geleitet.

## Start
Alsat-1N wurde am 26. September 2016 um 03:42 UTC an Bord einer indischen PSLV-Trägerrakete zusammen mit SCATSAT-1, Alsat-1B und -2B, BlackSky Pathfinder 1, CanX-7, Pratham und PISat vom Satish Dhawan Space Centre gestartet.